# MacGuffin
Een MacGuffin is een element in een verhaal van bijvoorbeeld een boek of film dat de plot in gang zet en grotendeels stuurt, maar niet verder gedefinieerd wordt. De MacGuffin trekt direct de aandacht van de lezer/kijker en zet vaak de protagonisten in het verhaal aan tot actie, maar de specifieke aard en achtergrond van de MacGuffin zijn vaag tot niet gedefinieerd en worden doorgaans aan de fantasie van de lezer/kijker overgelaten. Bijvoorbeeld; een verhaal draait om de pogingen van de protagonisten om een belangrijk document ergens heen te brengen en uit handen van een tegenstander te houden, maar wat voor document dit nu precies is en wat er blijkbaar zo belangrijk aan is, wordt in het hele verhaal niet duidelijk.
De MacGuffin komt vooral veel voor in thrillers. Regisseur Alfred Hitchcock wordt vaak gezien als de persoon die de term MacGuffin heeft geïntroduceerd, en het gebruik ervan in films bekend heeft gemaakt. In veel van zijn films komen MacGuffins voor. Zijn film The 39 Steps uit 1935 bevat een vroeg voorbeeld van de MacGuffin.Het gaat daar om de plannen voor een vliegtuigmotor. In North by Northwest zijn het overheidsgeheimen, en in Charade is de MacGuffin 250.000 dollar aan postzegels. In een lezing aan de Columbia University in 1939 gaf Hitchcock als uitleg dat de MacGuffin een technisch element of detail is dat het verhaal in gang zet.
Vanwege het feit dat ze enkel bedoeld zijn om de plot in gang te zetten, gebeurt het niet zelden dat de MacGuffin in de loop van het verhaal naar de achtergrond verdwijnt tot aan de climax, of mogelijk zelfs helemaal vergeten wordt.

## Oorsprong
Over de oorsprong van de term bestaat enige onduidelijkheid. In een interview met François Truffaut in 1966 meldde Hitchcock dat hij de naam had overgenomen uit een mop over twee treinpassagiers. De een vraagt de ander wat de inhoud van een bepaald pakje is, waarop de ander antwoordt: "Dat is een MacGuffin." De eerste passagier vraagt: "Wat is een MacGuffin?" "Nou," zegt de ander, "een apparaat om leeuwen te vangen in de Schotse Hooglanden." Wanneer de eerste passagier dan opmerkt dat er geen leeuwen in de Schotse Hooglanden zijn, antwoordt de ander: "Nou, dan is het toch geen MacGuffin."
Volgens schrijver Ken Mogg was Hitchcocks vriend Angus MacPhail de bedenker van de term. Het zou een porte-manteau zijn van diens achternaam, guff (informeel woord voor 'nonsens', 'onzin') en griffin (het mythologische dier met een leeuwenlichaam).